# 尼古拉·果戈里
尼古拉·瓦西里耶维奇·果戈里-亚诺夫斯基（羅馬化：Nikolai Vasilievich Gogol-Yanovskiy；1809年4月1日—1852年3月4日），烏克蘭裔俄國作家，生于现在的乌克兰大索羅欽齊的一个哥薩克家庭。他自幼爱好文学，深受启蒙运动的影响。1831年发表的《狄康卡近乡夜话》使他受到了亚历山大·普希金的赞誉。1836年，他的讽刺喜剧《钦差大臣》上演，在这部作品中，他用幽默的笔调和有力的讽刺手法，使俄国喜剧艺术发生了重大转折。1842年，《死魂灵》一出版，就“震撼了整个俄罗斯”，成为俄罗斯文学走向独创性和民族性的重要标志。别林斯基称他为继亚历山大·普希金之后的“文坛盟主”、“诗人的魁首”。而整个19世纪40年代也被车尔尼雪夫斯基称为“果戈里时期”。1847年，他发表了《与友人书信选》，公开表示对以前所有作品的忏悔。1852年，他在严重的东正教狂热中去世。果戈里是俄国现实主义文学的奠基人之一，也是“自然派”的创始人。

## 早年生活

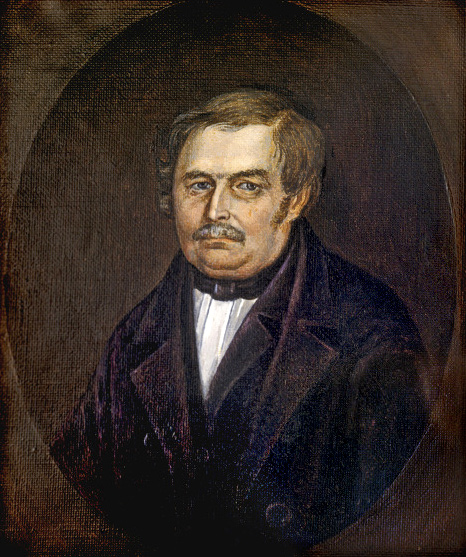
果戈里的父亲：瓦西里·果戈里-亚诺夫斯基（1777年-1825年4月11日）

果戈里出生于乌克兰波尔塔瓦省米爾霍羅德縣大索羅欽齊，祖先是烏克蘭的小贵族，具有波兰血统。他的父亲瓦西里·阿法纳西耶维奇·果戈里-亚诺夫斯基（Василий Афанасьевич Гоголь-Яновский）是当地有名望的乡绅，曾在邮电部门供职，做过八品文官，后辞去公职，在乡下当地主，同时开始尝试写作，并成为一名诗人和民间喜剧作家。他的父亲经常在朋友家的家庭舞台上上演自己写的喜剧，还在其中扮演主要角色。这一切给早年间的果戈里留下了深刻的印象，激发了他对戏剧乃至文学的爱好。

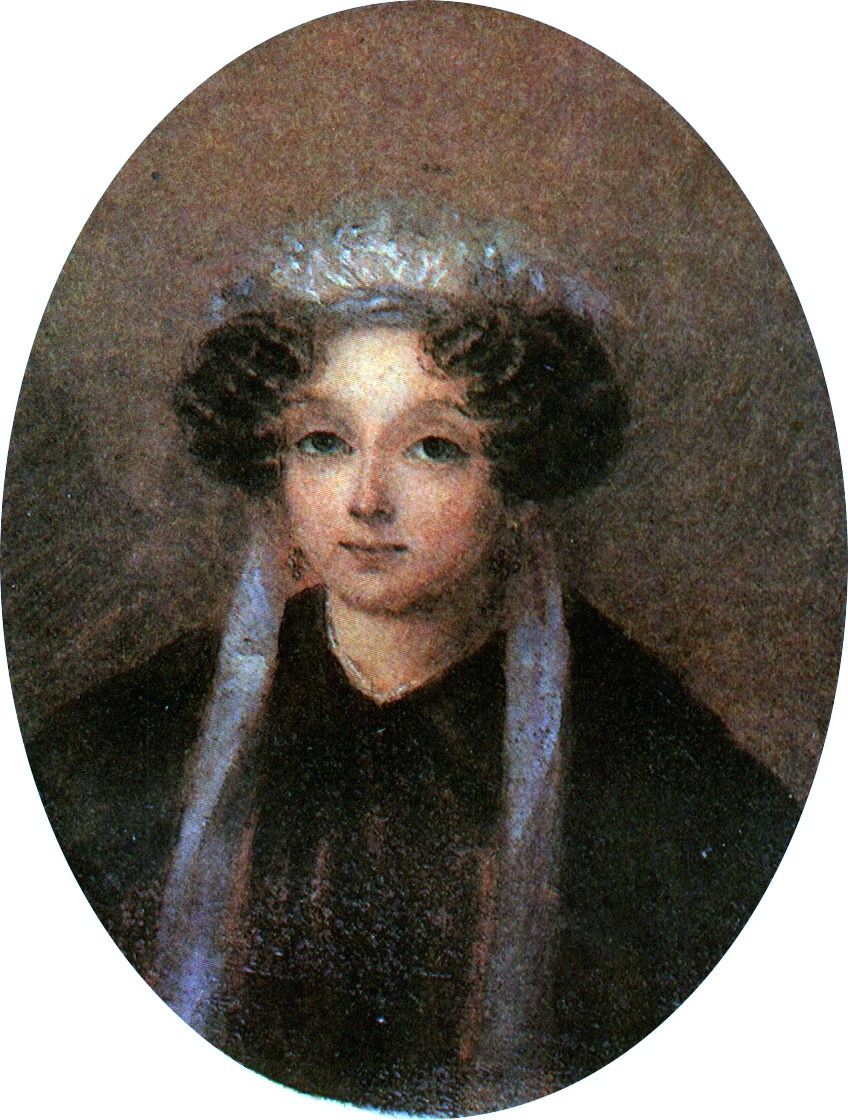
果戈里的母亲：玛丽亚·伊凡诺芙娜·果戈里-亚诺夫斯卡亚

他的母亲名叫玛丽亚·伊凡诺芙娜·果戈里-亚诺夫斯卡亚（Мария Ивановна Гоголь-Яновская）（娘家姓氏为：科夏洛夫斯卡亚，俄文原文为），是一名虔诚的东正教徒，这对后来果戈里的东正教狂热埋下了一定的基础。
果戈里从小喜爱乌克兰的民谣、传说和民间戏剧。1821至1828年就读于波尔塔瓦省涅仁高级科学中学，在这所中学读书时已经博览群书，并积极参加学校的文艺活动，曾扮演过冯维辛的讽刺喜剧《纨绔少年》中的主角以及其他角色，而且演得很成功（他后来写的也是讽刺喜剧）。他在这所中学受到了十二月党人中的一些诗人、亞歷山大·普希金的诗歌的影响（这促使他在创作初期想当一名诗人），他还受到了法国启蒙作家著作的深刻影响。这一切为他后来的创作打下了基础。1825年4月11日，父亲去世。在农村的生活是他创作的重大素材，农村生活促成他写成了《狄康卡近乡夜话》、《马车》、《死魂灵》等与农村有关的佳作。1828年，他中学毕业，前往圣彼得堡，想在司法界谋得一官半职，他身上还带着写成了的田园诗《汉斯·丘赫尔加坚》（长诗）的手稿，这是他的处女作。1829～1831年先后在圣彼得堡国有财产及公共房产局和封地局供职，亲身体验到小职员的贫苦生活。在此期间还到美术学院学习绘画。

## 初入文坛
在聖彼得堡，他没有获得赏识，然后几经周折，成了圣彼得堡国有财产及公共房产局和封地局的一名書記員，靠此维生，亲身体验到了小职员的贫苦生活（所以他在《外套》和《狂人日记》中写的是書記員的故事，这里有着对他自己生活的回忆）。在此期间，他在美术学院学习了绘画。他后来在《涅瓦大街》、《肖像》等中篇小说中写的都是画家的悲剧故事或传奇故事。
1829年，他发表了《汉斯·丘赫尔加坚》这一长诗，用的是真名。这首长诗使他登上了俄国文坛，但并没有获得太多的关注。他很快意识到诗歌创作并非他的强项，于是转向了小说和喜剧。1830年，他发表了小说《圣约翰节前夜》，这部小说得到了诗人瓦西里·茹科夫斯基的赞赏，并与之成了莫逆之交。1831年9月，短篇小说《狄康卡近乡夜话》发表，情节迂回曲折，充满幻想，具有乌克兰民间风格，内容大部分根据乌克兰民间传说写成，吸取了民间狂欢文化的营养，充满了欢快和幽默的语言，歌颂劳动人民的智慧、勇敢、情爱和热爱自由的性格，嘲弄邪恶势力的愚昧，被认为受了浪漫主义的影响。9月，他出版了以这篇作品的题目命名的短篇小说集，受到了普希金和别林斯基的好评，他们称俄国文学已进入果戈里时期。。
这一年，他遇到了普希金，之后普希金成为他的朋友并给他提供了许多创作素材，此人的现实主义作品对他影响极大，比如《钦差大臣》和《死魂灵》的素材就是普希金提供的。1834年，他进入圣彼得堡大学，当副教授，教授历史，伊万·屠格涅夫就是他的学生之一。

## 文坛地位的巩固

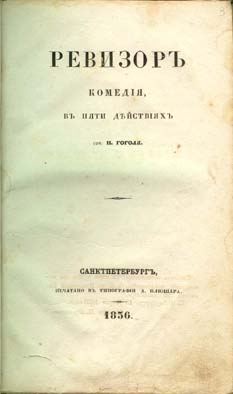
《钦差大臣》初版扉页

1835年春季，他出版了喜剧剧本《三等弗拉基米尔勋章》和《婚事》，并开始迷恋喜剧创作。《婚事》是他早期喜剧的代表作，宣扬了婚恋自由。同年，他出版了两部短篇小说集：《彼得堡故事》（Петербургские Повести）和《密尔格拉得》。《彼得堡故事》中有《涅瓦大街》、《鼻子》、《肖像》、《外套》、《狂人日记》、《马车》、《罗马》构成。《密尔格拉得》里面有《旧式地主》、《塔拉斯·布尔巴》、《两个伊凡吵架故事》等优秀的中短篇小说。相较以前，这些小说在题材上有了新的开拓，思想上更趋成熟，风格上有重大发展（讽刺的力度增强，不幽默的也更严肃），思想容量上也更为深刻。短篇小说《罗马》是他所有小说中诗意最浓的一部。而他本人也被称为及普希金之后的“文坛盟主”、“诗人的魁首”。这一年，他根据普希金启发出来的素材，开始构思长篇小说《死魂灵》，并从圣彼得堡大学离职，专事创作。

## 创作的高峰

### 《钦差大臣》

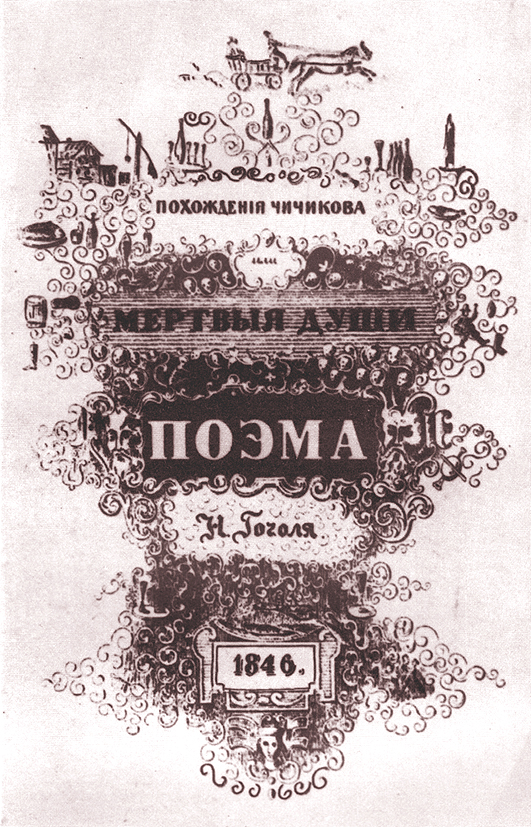
《死魂灵》的初版扉页，由果戈里亲自设计

1836年，根据普希金提供的一则荒诞见闻，果戈里在两个月内创作出了五幕喜剧《钦差大臣》。创作期间，他对戏剧的社会使命有了越来越明确、越来越深刻地认识。他要求在舞台上体现当代社会的生活和民族特点：“请给我们展示俄罗斯性格，展示我们本身，我们的骗子手，我们的怪人！把我们搬上舞台，让大家去笑！”为此，他努力钻研适合舞台表演的讽刺喜剧。《钦差大臣》使他第一次实现了创作真正的、既真实而又尖刻的社会喜剧的心愿。果戈里把《钦差大臣》看作是自己创作中的一个转折点。他认为：“在《钦差大臣》以前，我作品中的幽默都是无目的的、轻率地，而只有在其后的创作中，我的嘲讽才有了明确的方向。”同年，他的《钦差大臣》出版了单行本，他揭露出了俄国官僚阶层中的真实的黑暗场景。这部喜剧具有强有力的讽刺倾向，具有非凡的思想深度，而且具有独特的艺术风格。在他的作品中，细节、环境和人物性格的真实性，辛辣的讽刺手法，逼真的肖像描绘，个性化的语言以及舞台表演的观赏性等方面，都取得了卓越的成就。这使得俄国喜剧艺术发生了重大转折。赫尔岑说道：“（《钦差大臣》写的是）当代俄国骇人听闻的自白，这与17世纪的科托希欣揭露的情况是一样的。”出版的同时，这部喜剧进行了公演，由米哈伊尔·谢苗诺维奇·谢普金主演。《钦差大臣》引起了纷纷议论。大多数观众在观看期间都笑了，因为这不再是专为逗乐而写的滑稽剧，甚至尼古拉一世在观看期间也笑了，而且“笑得要死”。但《钦差大臣》也引起了许多御用文人的攻讦，称之为“对俄罗斯的诽谤”，指责果戈里是“俄罗斯的敌人”，要求给他“带上镣铐送到西伯利亚”等等，不一而足。
果戈里对这些指责表示震惊，但“并不因此而不安”。可是，《钦差大臣》的出版与公演却很快引起了俄国当局的不满。为此，1836年6月，他离开俄国，进行出国游历，开始了长达6年的侨居生活。最开始的一年，他来到了罗马。1837年1月29日，他的好友普希金死于阴谋。此后果戈里在意大利和德国生活了近5年时间，在此期间他写成了《死魂灵》的大部分。

### 《死魂灵》

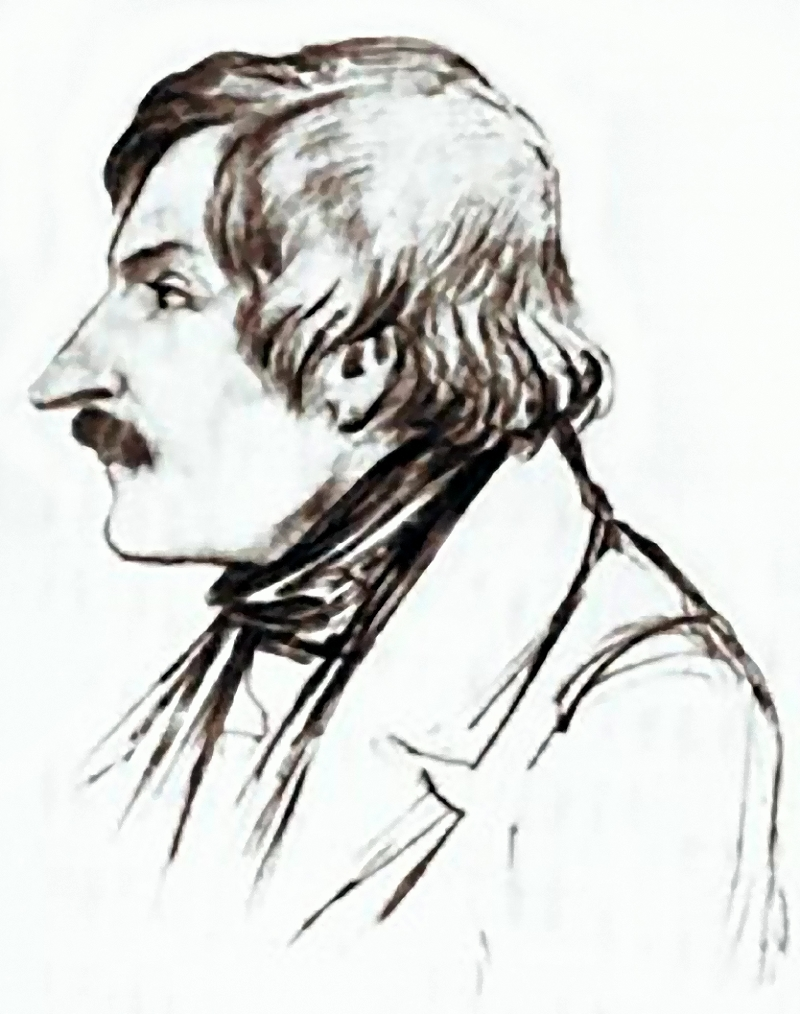
整个19世纪40年代被车尔尼雪夫斯基称为“果戈里时期”

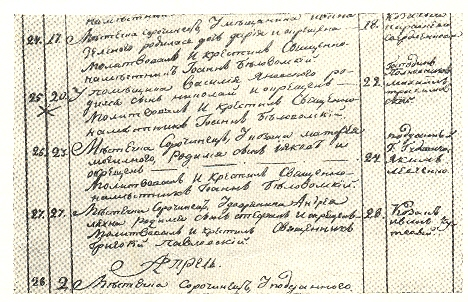
果戈里进教堂的记录

1841年9月，果戈里携带《死魂灵》的手稿回到俄国。当他把改定后的手稿送到莫斯科书刊审查机构审查时，当即被否决。于是他托别林斯基走后门关系，使这本书在彼得堡通过了审查。1842年，他对《钦差大臣》进行了增补，使它的讽刺力量得到了增强。也是这一年，《死魂灵》的第一卷出版，引起了比《钦差大臣》更大的轰动。这部小说被公认为“自然派”的奠基石，“俄国文学史上无与伦比的作品”。赫尔岑曾回忆说：“该小说的出版震动了整个俄国。”别林斯基说道：“只有了解作品的思想和艺术处理手法，着重内容而不是‘情节’得人才能充分领略果戈里的史诗一样的作品。”这部小说猛烈抨击了农奴制和当时的官场的黑暗，渴望寻找一条用东正教来解决国内问题的路子。果戈里认为上帝赋予他写作的天才，要让他向俄国指明在一个罪恶的世界中如何正确地生活，因此后来他不满意自己的作品。接下来的几年，他都是在争论、疾病和贫困中度过的，他逐渐丧失了创作激情。1845年6月，他将已经出版的第一部《死魂灵》书稿烧毁，继续重写。

## 创作的低谷
果戈里开始沉迷于东正教狂热，同时深患着忧郁症。1847年，他发表和出版了《与友人书信选》，里面主要是与达官、贵妇的书信来往。这部作品里，他歌颂官方教会，歌颂曾经被他谴责过和谴责过他的势力，受到许多人的批评。他公开站到了保守阵营的一边，对自己以往发表的揭露官场腐败和社会黑暗的作品表示公开的忏悔，承认自己对以前所写的全部作品都不满意，他公开声明说，《死魂灵》“充满漏洞，时代错误，作者对许多事物显然一窍不通，有些地方甚至故意使用了侮辱性的冒犯言辞”。对于之前的作家的批评，他表示全部接受，称赞他们的许多意见是“公正的”，并声称：“我生到世上来，绝不是为了要在文学领域占一席之地，而是为了拯救自己的灵魂。”别林斯基在给他的信中称他是“拿着皮鞭的牧师”和“蒙昧主义和最黑暗的压迫的辩护者」。1848年，果戈里前往耶路撒冷朝圣。回来后，神甫马修斯·康斯坦丁诺夫斯基认为他的作品在上帝的眼中是一种罪恶，要求他烧掉《死魂灵》的第二卷的手稿。

## 去世

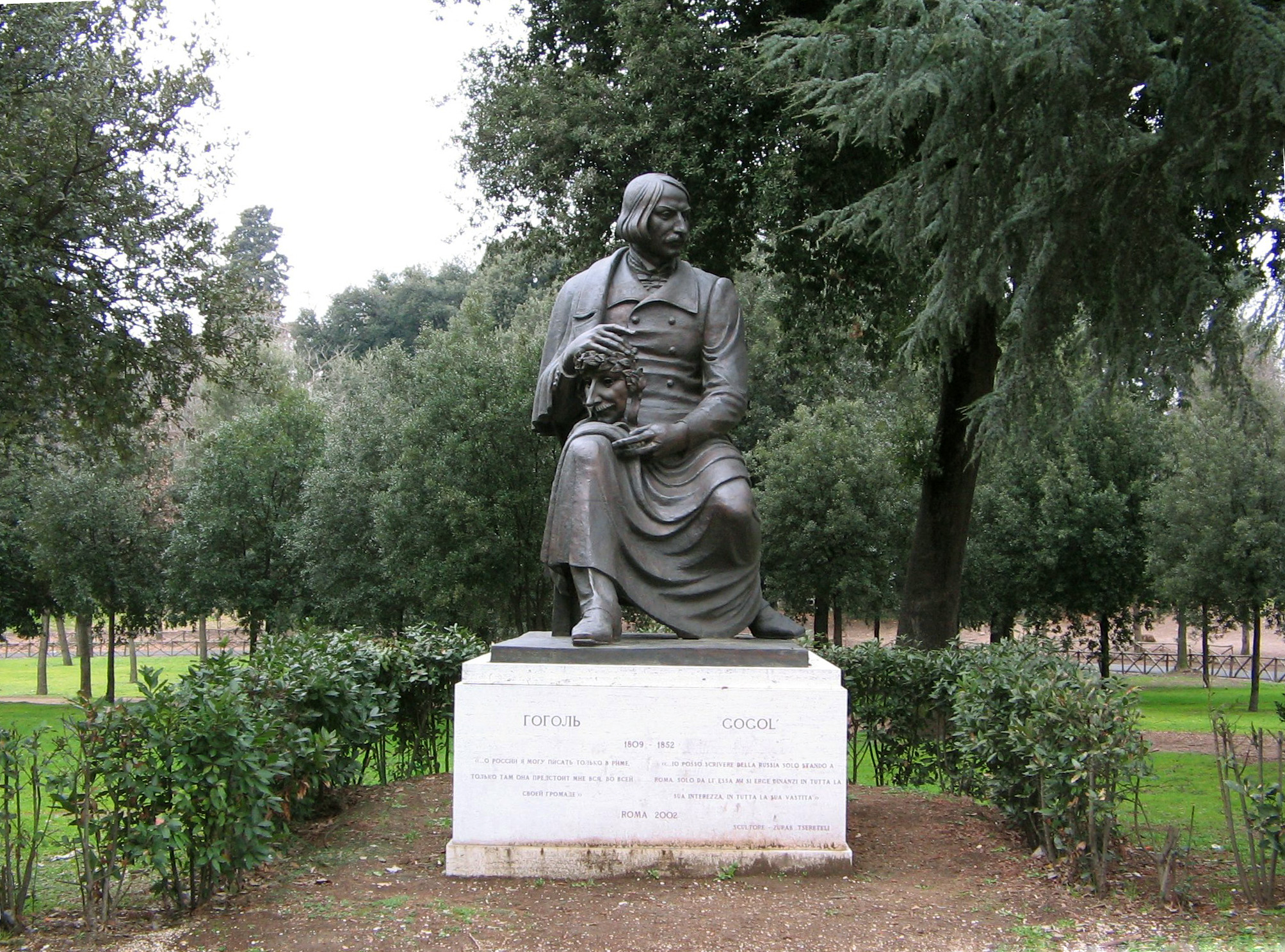
位于罗马的果戈里纪念雕像

1852年2月，他预感自己不久于人世，就向朋友Я.托尔斯泰伯爵（当时果戈里寄居在他在莫斯科的家中）交待了后事，并让他把手稿拿走，等他死后交给费拉列特大主教，但Я.托尔斯泰伯爵并没有拿走他的手稿。2月24日，他烧掉了将近完成的《死魂灵》的第二卷的手稿，然后就病倒了，拒绝进食，经过痛苦的好几天，于1852年3月4日在莫斯科辞世。人们目前看见的第二卷，是他的出版商——舍维廖夫根据他的遗稿整理出来的。《死魂灵》的第三卷没有写出来。

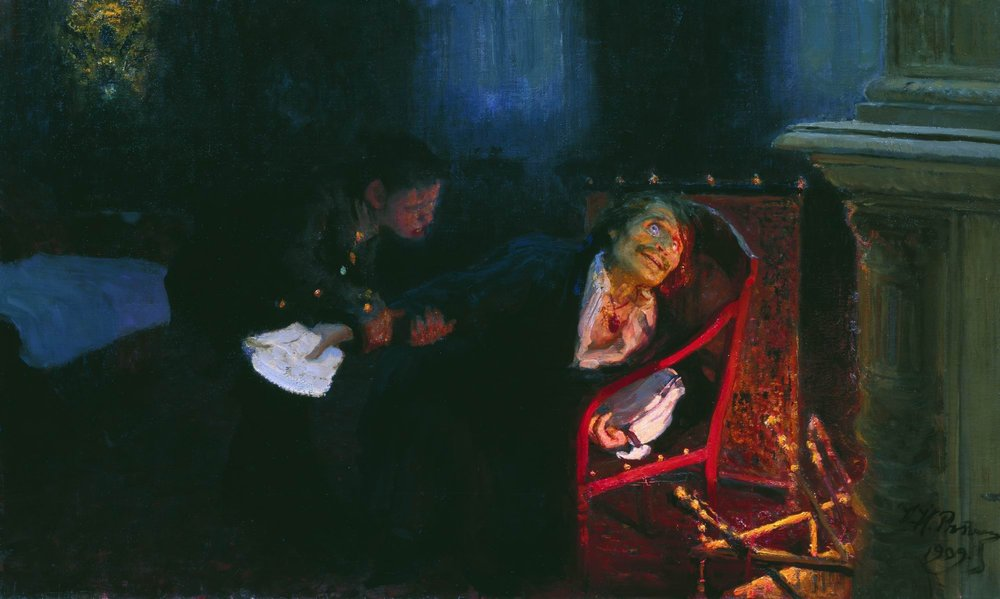
果戈里焚稿。列宾绘于1909年

果戈里被埋葬在莫斯科的顿斯科依修道院，其墓地竖立着一座青铜十字架，其墓志铭为援引自《聖經·舊約全書·耶利米书》中的一句话：“我将嗤笑我的苦笑。”（俄語：Горьким словом моим посмеюся，引自耶利米書20:8；Jeremiah 20:8）
1931年，顿斯科伊修道院拆迁，当时的苏联政府决定将他移葬到诺沃德维奇公墓。移葬时，人们发现果戈里是面朝下葬在棺中，因此出现了传说，传说果戈里是被活埋的。而根据1991年披露的文件《俄国档案》（Российском архиве）显示，苏联政府打开果戈里的坟墓时，墓中没有发现头颅，且其头颅至今仍旧下落不明。相传他的头颅曾被收藏家数度转手，后来神秘失踪，并引发了都市传说——果戈理幽灵列车。
苏联政府在果戈里的新墓上竖立其雕像，并刻有“伟大的俄罗斯语言艺术家尼古拉·瓦西里耶维奇·果戈里，苏联政府敬立”（Великому русскому художнику слова Николаю Васильевичу Гоголю от правительства Советского Союза.）的字样。2009年，在纪念果戈里诞辰200年之际，俄罗斯政府在其新墓地重新竖立青铜十字架，并刻上其墓志铭。

## 影响
果戈里没有选择适应当时的社会，但也没有逃避，他希望改革，并揭露了社会的庸俗与罪恶，他是暴露俄罗斯自身面目的第一批作家之一，他在《死魂灵》第一卷中成功地揭露出农奴制时代俄国的黑暗和官场的丑行。但他却在第二卷中提出依靠东正教的改革方法，这完全是空想。

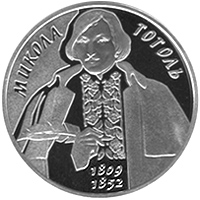
乌克兰发行的果戈里的纪念币

果戈里希望改革俄罗斯的精神状态，可是反而越来越倾向东正教教会，他的矛盾心理和出版《与友人书信选》招致的批评，以及想超越纯文学的徒劳的努力，最后导致了他的健康每况愈下。
果戈里的作品具有华丽生动的散文风格，将社会现实的暴露和讽刺幽默结合，充满了怪异和幻想的因素，因此很能吸引读者。他是俄国现实主义文学的开拓者和“自然派”的奠基人。果戈里将迷信搀杂到现实描写中，用幻想来表白这些事“并不是真实的”，以此来缓解当局的不满，后来有些苏联作家也采用了这种手法。他的作品在苏联时代受到了高尔基的批判，但深深地影响了米哈伊尔·布尔加科夫等小说家。果戈里对俄罗斯文学有着很大的影响，正如陀思妥耶夫斯基曾经说的：“我们（指后来一代的俄罗斯作家）都是从他的《外套》中走出来的。”
在中国，鲁迅是最早推介果戈里的作家，他在1907年发表的《摩罗诗力说》中评价果戈里“以不可见之泪痕悲色，振其邦人”。鲁迅自身的创作也深受果戈里影响，他发表的第一篇白话小说《狂人日记》即受果戈里同名小说启发。
果戈里同时也是尼古拉一世法定正統信條的支持者。

## 部分著名作品
不做特殊说明则为中短篇小说
- 《五月的傍晚》
- 《告别剧场》
- 《神圣礼拜的思考》
- 《我的老情人》
- 《童山之夜》
- 《卡拉施马车》
- 《幔帐》
- 《罗马》